# Districtul Beni Ounif
Beni Ounif este un district din provincia Béchar, Algeria.